# 나와 친구, 그리고 죽어가는 소녀
《나와 친구, 그리고 죽어가는 소녀》(영어: Me and Earl and the Dying Girl)는 2015년 개봉한 미국의 성장 코미디 드라마 영화이다. 앨폰소 고메즈레이혼이 연출하였다. 제시 앤드루스의 동명 소설이 원작이며, 앤드루스가 영화의 각본 역시 맡았다. 2015년 1월 25일 제31회 선댄스 영화제에서 전 세계 최초 상영되었으며, 영화제에서 미국 극영화 부문 심사위원상과 미국 극영화 부문 관객상을 수상했다.

## 출연
- 토머스 맨 - 그레그 게인스 역
- RJ 사일러 - 얼 잭슨 역
- 올리비아 쿡 - 레이철 쿠슈너 역
- 닉 오퍼먼 - 빅터 게인스 역
- 코니 브리턴 - 말라 게인스 역
- 몰리 섀넌 - 데니즈 쿠슈너 역
- 존 번솔 - 매카시 씨 역
- 맷 베넷 - 스콧 메이휴 역
- 캐서린 휴스 - 매디슨 하트너 역
- 마삼 홀든 - 일 필 역
- 보비 J. 톰프슨 - 데릭 역
- 첼시 장 - 나오미 역
- 휴 잭맨 - 본인 / 울버린 역

## 기타 제작진
- 세트: 다이애나 스토턴
- 의상: 제니퍼 이브